# 阿努拉格·斯里瓦斯塔瓦
阿努拉格·斯里瓦斯塔瓦（1972年7月5日—），印度外交官，现任印度驻毛里求斯高级专员，曾任印度外交部发言人、印度駐埃塞俄比亞兼駐吉布提大使等職務。

## 经历
阿努拉格·斯里瓦斯塔瓦出生于1972年7月5日。
1999年，加入印度外事服務。
2016年9月至2020年3月，任印度駐埃塞俄比亞兼駐吉布提大使。並任印度常駐非洲聯盟代表。
2020年4月6日，出任印度外交部發言人。2021年3月20日，阿林达姆·巴格奇接替外交部發言人一職。斯里瓦斯塔瓦出任聯祕，處理印度與尼泊爾和不丹的關係。
2024年11月16日，斯里瓦斯塔瓦被任命爲下一任印度駐毛里求斯高級專員。12月17日，遞交國書。